# Guldborgsund
Der Guldborgsund ist ein dänisches Gewässer, das die Inseln Falster und Lolland voneinander trennt. Er verbindet Smålandsfarvandet im Norden mit der Mecklenburger Bucht im Süden. Mit einer Wassertiefe von mindestens 6 Meter ist der nördliche Teil für mittelgroße Fahrzeuge schiffbar und wird als Wasserstraße zum Hafen von Nykøbing Falster genutzt. Der südliche Teil des Guldborgsunds ist nur für Yachten und andere Kleinfahrzeuge befahrbar. Der Guldborgsund wird vom Guldborgsundtunnelen im Verlauf der E 47 unterquert sowie von der Kong Frederik d. IX’s Bro (dt.: König-Frederik-d.-IX.-Brücke), einer Eisenbahn- und Straßenbrücke in Nykøbing, und der Guldborgsundbroen, einer Straßenbrücke in Guldborg, überquert.